# هنريتا كولبورن
هنريتا كولبورن (بالإنجليزية: Henrietta Colborne)‏ هي دراجة بريطانية، ولدت في 20 أبريل 1998.

## وصلات خارجية
- هنريتا كولبورن على موقع الاتحاد الدولي للدراجات (الإنجليزية)
- هنريتا كولبورن على موقع إحصائيات الدراجات الإحترافية (الإنجليزية)